# Lanius borealis
El alcaudón boreal (Lanius borealis) es una especie de ave paseriforme de la familia Laniidae, que se distribuye en América del Norte y Siberia. Durante mucho tiempo fue tratada como subespecie del alcaudón norteño (Lanius excubitor), pero fue reconocida como una especie distinta en 2017. 

## Taxonomía
El alcaudón boreal fue descrito científicamente por el ornitólogo francés Louis Jean Pierre Vieillot en 1808 bajo su actual nombre binomial Lanius borealis. En el siglo xix, los ornitólogos norteamericanos lo consideraron como una especie separada del alcaudón norteño, mientras que las autoridades europeas consideraron que eran la misma especie. El ornitólogo estadounidense Alden H. Miller investigó las diferencias entre las poblaciones de Siberia y Alaska en 1930 y no pudo encontrar diferencias consistentes, por lo que recomendó agrupar las poblaciones americanas en Lanius excubitor.
Un estudio sobre el ADN mitocondrial en 2010 descubrió que el alcaudón boreal estaba más estrechamente relacionado con el alcaudón real (Lanius meridionalis) y los dos forman un clado junto a Lanius sphenocercus y Lanius ludovicianus.

### Subespecies
Se reconocen cinco subespecies:
- L. b. sibiricus Bogdanov, 1881 – en Siberia oriental hasta el norte de Mongolia;
- L. b. bianchii Hartert, 1907 – en Sajalín y las islas Kuriles;
- L. b. mollis Eversmann, 1853 – en las montañas Altái de Rusia y el noroeste de Mongolia;
- L. b. funereus Menzbier, 1894 – en el este de Kazajistán, Kirguistán y el noroeste de China
- L. b. borealis Vieillot, 1808 – en Alaska y Canadá.